# Jalil Lespert

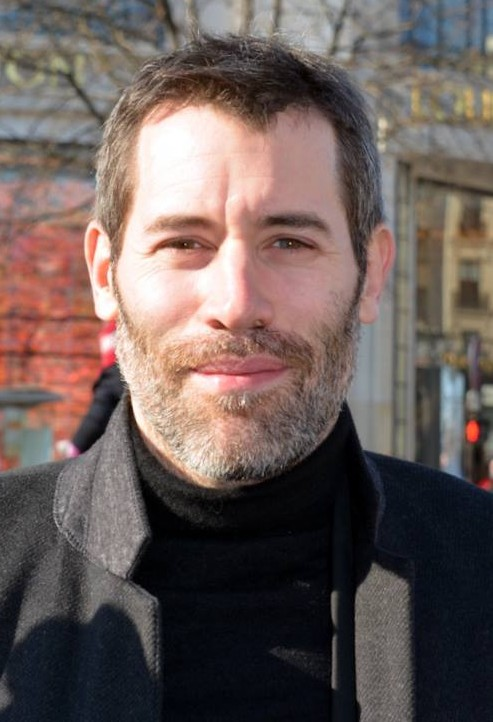
Jalil Lespert (2015)

Jalil Lespert (* 11. Mai 1976 in Paris) ist ein französischer Schauspieler, Filmregisseur und Drehbuchautor.

## Leben
Jalil Lespert ist der Sohn des französischen Schauspielers Jean Lespert und einer algerischen Rechtsanwältin. Noch während er Jura studierte, wurde er von seinem Vater zum Casting mitgenommen, sodass er in dem von Laurent Cantet inszenierten Kurzfilm Strandspiele an der Seite seines Vaters und in Cantets Drama Freiwillig verbannt an der Seite von Frédéric Pierrot und Catherine Baugué als Filmschauspieler debütierte. Für die Darstellung des Franck in Cantets Drama Der Jobkiller wurde Lespert bei der Verleihung des französischen Filmpreises César 2001 als bester Nachwuchsdarsteller ausgezeichnet. Nachdem er sich mit den beiden Kurzfilmen Coffee and Dreams (2000) und De retour (2005) erstmals als Regisseur und Drehbuchautor versucht hatte, veröffentlichte er seinen ersten eigenen Langfilm, das Drama 24 mesures. 2011 erschien sein zweiter Kinofilm, Des vents contraires.
Lespert war mit Sonia Rolland, der Miss France des Jahres 2000, verheiratet. Das Paar hat ein im Jahr 2010 geborenes gemeinsames Kind und trennte sich 2018. Lespert hat außerdem zwei Kinder aus einer früheren Beziehung. Sein 13 Jahre jüngerer Bruder Yaniss Lespert ist ebenfalls Schauspieler.

## Filmografie (Auswahl)

### Als Darsteller
- 1995: Strandspiele (Jeux de plage)
- 1997: Freiwillig verbannt (Les Sanguinaires)
- 1999: Der Jobkiller (Ressources humaines)
- 2000: Sade
- 2001: Inschallah – Endlich Sonntag (Inch’Allah dimanche)
- 2002: Das Idol (L’Idole)
- 2002: Leben tötet mich (Vivre me tue)
- 2003: Die Amateure (Les Amateurs)
- 2004: Der Feind in mir (L’Ennemi naturel)
- 2005: Eine fatale Entscheidung (Le Petit lieutenant)
- 2005: Letzte Tage im Elysée (Le Promeneur du Champ de Mars)
- 2006: Kein Sterbenswort (Ne le dis à personne)
- 2011: Der Kuss des Schmetterlings (Un baiser papillon)
- 2016: Rastlos, Renée (Orpheline)
- 2016: Iris – Rendezvous mit dem Tod (Iris)
- 2019: Mon frère – Mein Bruder (Mon frère)
- 2021: Tralala
- 2021: Una relazione
- 2023: Infinity Pool

### Als Regisseur und Drehbuchautor
- 2000: Coffee and Dreams
- 2005: De retour
- 2007: 24 mesures
- 2011: Des vents contraires
- 2014: Yves Saint Laurent
- 2016: Iris